# Владимир Крстић (сликар)
Владимир Крстић-Чукарка (Чукарка код Прешева, 1934) српски је сликар и графичар.

## Биографија
Рођен је 1934, године у селу Чукарка код Прешева (јужна Србија). Академију ликовних уметности је завршио у Београду 1970. године, у класи професора Стојана Ћелића. Код истог професора завршио је и постдипломске студије 1972. године.
Члан УЛУС-а је од 1971. године.

## Стваралаштво
Иако годинама присутан у оквиру свог стваралачког опуса у Београду, нераскидиво је повезан са топлим поднебљем јужне Србије. У ранијем периоду свога стваралаштва радио је у оквиру познате Групе а.
Изложбом отвореном марта 1973. године у Београду у Галерији графичког колектива, група тада младих уметника представила се јавности, као једно компактно излагачко тело названо Група а.
Разлози оформљења овакве групе били су условљени јединственим ликовним концептом, који је колективним радом раслојаван на варијације и толеранцију различитости. Ова група није имала заједничку и јединствену формалну ноту и сачињавали су је сликари, вајари и графичари: Владимир Крстић, Милена Крсмановић, Станка Тодоровић, Миодраг Анђелковић, Зоран Вуковић, Чедомир Васић, Никола Вукосављевић, Дусан Марковић, Томислав Тодоровић и Зорица Тасић.
Генерацијска блискост уметника однегованих у атмосфери пуне креативне слободе у оквиру Београдске ликовне академије, омогућила је овим ученицвима Ћелића, Карановића и Кратохвила да сачувају сопствени истраживачки дух и надограде га искуством стеченим на Академији и у каснијем раду.

### Самосталне изложбе
- 1973. година - Београд
- 1974. - Лесковац

### Колективне изложбе
- 1970. Београд - генерције 1969/70
- 1971. Београд, Новопримљени чланови УЛУС-а
- 1972 Кладово - Ђердап као ликовна инспирација
- 1973. Београд - XIV октобарски салон
- 1970-1974. Београд, излагао на свим пролећним и летњим изложбама УЛУС-а
- 1975. Београд, изложба уметника Новог Београда
- 1976. Београд, XVII октобарски салон
- 1976. Београд, Графички колектив. Изложба цртежа Групе "А"
- 1976. Београд. Оружане снаге СФРЈ у делима ликовних уметника
- 1976. Београд, Ликовни уметници Блока 45
- 1977. Београд, Пролећна изложба УЛУС-а
- 1977. Ниш. Галерија народног музеја Ниш, Група "А"
- 1977. Врање, галерија Дома културе Врање Група "А"
- 1985. Сићево 85. Галерија савремене уметности НИШ, Изложбени павиљон у тврђави

### Награде и признања
- 1970. Награда Ликовне академије Београд
- 1971. 2. награда Дунавске колоније, Стара Пазова
- 1973. Београд, Откупна награда Ликовне академије Београд за слику на 14. октобарском салону